# Fort Delimara
Pour les articles homonymes, voir Delimara (homonymie).

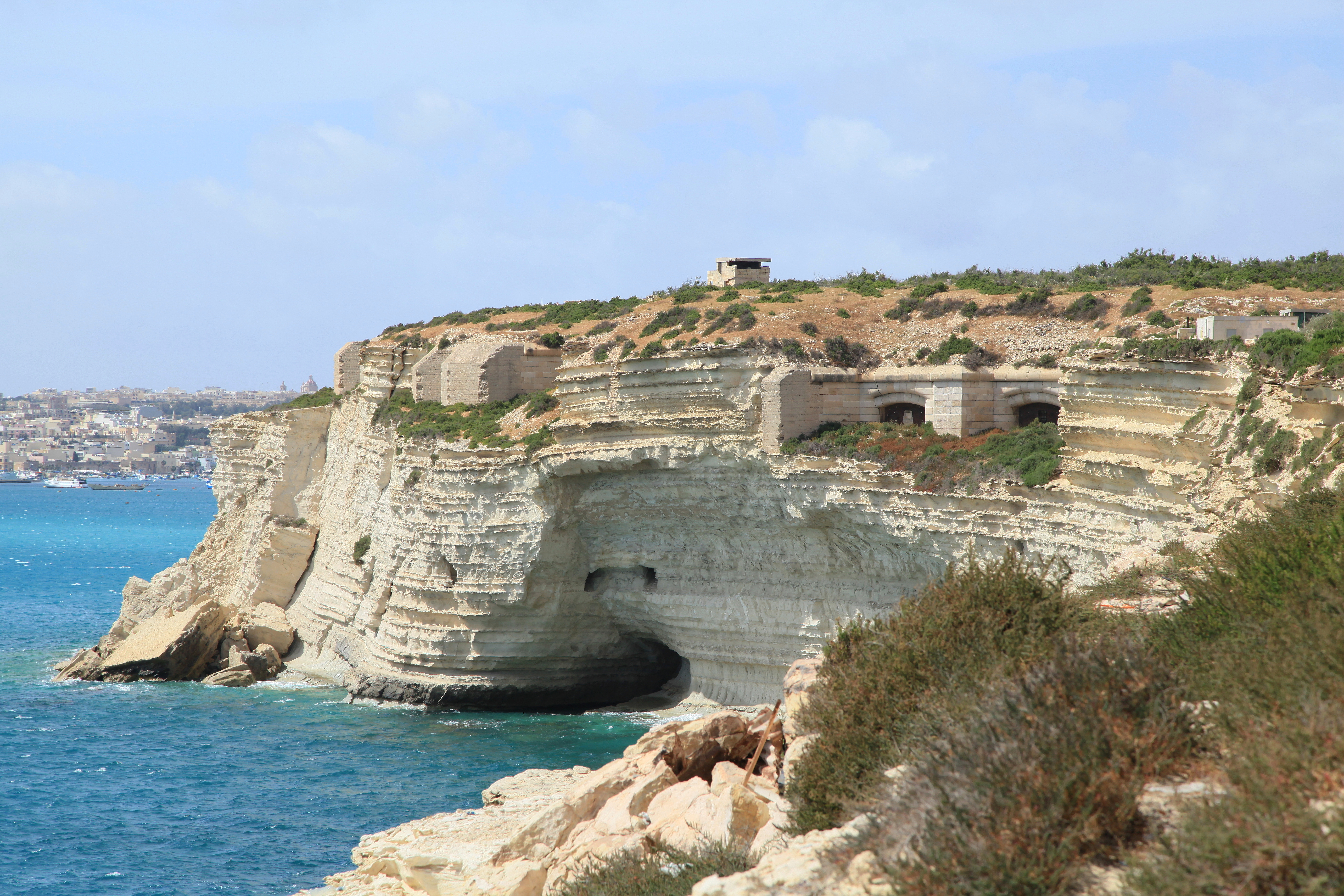
Fort Delimara

Le fort Delimara est une fortification construite à Malte sur la péninsule de Delimara par les Britanniques entre 1876 et 1888 pour protéger la baie de Marsaxlokk dans le sud de l'île de Malte,,. Il fait le pendant à l'est de la baie au fort Bengħisa à l'ouest.

## Sources
- (mt) Alfi Guillaumer, Bliet u Rħula Maltin, Klabb Kotba Maltin, Malta, 2002
- (en) George A. Said-Zammit, The Architectural Heritage of the Malteses Islands, Minor SeminaryPublication, Mala, 2008
- (en) Charles Stephenson, The Fortifications of Malta, 1530-1945, Osprey Publishing, Oxford, 2004